# ASG Vorwärts Schwerin
Die ASG Vorwärts Schwerin war eine deutsche Armeesportgemeinschaft aus Schwerin, deren Fußballabteilung von 1951 bis 1968 existierte.

## Sektion Fußball
Vorwärts Schwerin wurde im Jahr 1951 unter der Bezeichnung SV Vorwärts der KVP Schwerin gegründet. Die Mannschaft trat erstmals 1955 in der viertklassigen Bezirksliga Schwerin in Erscheinung, in der Vorwärts anfangs nur untere Tabellenplätze erreichte. 1956 fusionierte die SV KVP mit Teilen des Lokalrivalen Einheit Schwerin zur ASG Vorwärts Schwerin.
Ende der fünfziger Jahre fuhr die Sportgemeinschaft insgesamt zwei Vizemeisterschaften im Bezirk Schwerin ein. In der Spielzeit 1961/62 gelang dann auch gemeinsam mit Vorwärts Rostock und Vorwärts Eggesin-Karpin der Aufstieg in die drittklassige II. DDR-Liga. In ihrer einzigen Drittligasaison erreichten die Mecklenburger einen respektablen neunten Rang, mussten aber bedingt durch die Auflösung der II. DDR-Liga wieder in den Bezirksbereich absteigen. Die Bezirksliga hielt Vorwärts durchgehend bis 1968. Analog zu anderen von der NVA unterstützten Vereinen wurde auch Vorwärts Schwerin von der übergeordneten Armeesportvereinigung Vorwärts in der Spielzeit 1967/68 aufgelöst und vom Spielbetrieb zurückgezogen.

## Statistik
- Teilnahme II. DDR-Liga: 1962/63
- Teilnahme FDGB-Pokal: 1963/64 (1. HR 2:4-Niederlage gegen Motor Köpenick)